# N866 (België)
De N866 is een gewestweg in de Belgische provincie Luxemburg. Deze weg vormt de  verbinding tussen de N865 nabij Noirefontaine en de N816 nabij Les Hayons
De totale lengte van de N866 bedraagt ongeveer 2 kilometer.

## Plaatsen langs de N866
- Noirefontaine
- Les Hayons